# Мшвидобаури
Мшвидобаури (груз. მშვიდობაური) — село в Грузии, на территории Озургетского муниципалитета края (мхаре) Гурия.

## География
Село находится в западной части Грузии, на правом берегу реки Бахвисцкали, на расстоянии приблизительно 7 километров (по прямой) к северо-востоку от города Озургети, административного центра муниципалитета. Абсолютная высота — 175 метров над уровнем моря.

## Население
По результатам официальной переписи населения 2014 года, в Мшвидобаури проживал 251 человек (121 мужчина и 130 женщин). В национальной структуре населения грузины составляли 99,6 %, украинцы — 0,4 %.
| Год  | Население, человек |
| ---- | ------------------ |
| 2002 | 377                |
| 2014 | ↘ 251              |